# 429 Лотіда
429 Лотіда (429 Lotis) — астероїд головного поясу, відкритий 23 листопада 1897 року Огюстом Шарлуа у Ніцці.